# Coktel Vision
Coktel Vision est une entreprise française développant et éditant des jeux vidéo. De sa création en 1984 à sa disparition en 2005, la société a développé des jeux d'aventure et d'action.
L'entreprise devient un temps Havas Interactive Europe avant que le nom Coktel Vision soit exploité comme marque par la société Mindscape (disparue en 2011).

## Historique
Coktel Vision a été fondé en 1984 par Roland Oskian, Manuelle Mauger, Catherine "Kaki" Oskian et Jean-Michel Mauger,,. Elle s'est fait particulièrement connaître en tant qu'éditeur de jeu vidéo de la société Tomahawk, aucun des jeux de Tomahawk n'a été vendu en dehors de l'Europe. Coktel Vision a également développé des jeux éducatifs, parmi lesquels on peut citer Au Nom de l'Hermine, La Bosse des Maths, la série des Énigme à, etc. Le plus célèbre d'entre eux reste Adi l'extra-terrestre et son cousin Adibou.
La popularité de Coktel Vision est montée en flèche en 1992 où l'entreprise est devenue une filiale de Sierra On-Line. Sierra a commencé à commercialiser les jeux de Coktel Vision aux États-Unis, pendant que Coktel Vision traduisait en français les jeux d'aventures de Sierra. Après le rachat de Sierra par Havas et les ventes décevantes de ses derniers titres, Coktel Vision développe exclusivement des jeux vidéo éducatifs mis la plupart du temps sur le marché européen seulement. La société a été rachetée en 2005 à Vivendi Universal Games par le groupe Mindscape. Elle a lancé la même année une chaîne de programmes interactifs pour les enfants sur le bouquet numérique Canalsat.
La marque (numéro INPI 562950) reste la propriété de la société Mindscape en liquidation judiciaire le 24 août 2011 et radiée du registre du commerce le 19 novembre 2014 sauf si elle faisait partie des actifs cédés le 30 septembre 2011.
Le 18 février 1999 la dénomination sociale de la société devient Havas Interactive Europe.
Sans activité, la société sera radiée par l'insee le 30 novembre 1999 et le 24 janvier 2000 au greffe.

## Liste des jeux
1985
- Balade au Pays de Big Ben (série Balade)
- Bolchoï (Jeu de danse sur fond musical, Thomson MOTO)
- Brigade du feu (Simulation de caserne de pompiers)
- Cap Horn[12],[13]
- Équations-inéquations (ludo-éducatif, mathématiques)
- Géodyssée
- Imperialis[14],[15]
- La Malédiction de Thaar
- Mots croisés magiques (jeu de mots croisés)
- Orbital Mission
- Poséidon
- Raid sur Ténéré[16],[17]
- San Pablo[18],[19]
- Votez pour moi[20]

1986
- Astérix et la Potion magique
- Balade Outre-Rhin (série Balade)
- Cap sur Dakar
- Carte d'Europe et Carte de France (ludo-éducatif, géographie)[21]
- Duel 2000
- Fantôme City[22],[23]
- James Debug dans Le Mystère de l'île perdue
- Khronos
- Momie Blues

1987
- Astérix chez Rahàzade
- Au nom de l'Hermine (ludo-éducatif, histoire du Moyen Âge)
- Balade au Pays de l'Écrit (série Balade)
- Blueberry : Le Spectre aux balles d'or
- Challenge
- Crack le noir (RPG sur fond de corsaires sur Thomsons MOTO)
- Dakar 4x4
- Dakar Moto
- Don Quichotte (livre interactif adapté du roman du même nom de Miguel de Cervantes)
- Énigme à Madrid (série Énigme à...)
- Énigme à Oxford (série Énigme à...)
- Français au lycée (ludo-éducatif, langue française)
- James Debug : Le Grand Saut
- Méwilo
- Nitroglycérine
- Opération Nemo
- Robinson Crusoé (livre interactif adapté du roman du même nom de Daniel Defoe)

1988
- 20 000 lieues sous les mers (livre interactif adapté du roman du même nom de Jules Verne)
- African Raiders-01
- À la découverte de la Terre (ludo-éducatif, SVT)
- À la découverte de la vie (ludo-éducatif, SVT)
- À la découverte de l'Homme (ludo-éducatif, SVT)
- Alpha-Jet
- Crucial Test (jeu de quiz de culture générale)
- Défi au Tarot (jeu de tarot contre une intelligence artificielle)
- Freedom ou les guerriers de l'ombre
- Indian Mission
- James Debug : Le Mystère de Paris
- Le Livre de la jungle (livre interactif adapté du roman du même nom de Rudyard Kipling)
- Micro Bac Anglais, Espagnol, Français, Histoire & Mathématiques (ludo-éducatif)
- Multicours 6e, 5e, 4e & 3e (ludo-éducatif)
- Peter Pan (livre interactif adapté du roman du même nom de J. M. Barrie)
- Rantanplan : La Mascotte
- Starting Blocks
- Super Géodyssée
- Visa pour Hyde Park (ludo-éducatif, langue anglaise)

1989
- Astérix : Le Coup du menhir
- Balade à Cologne (série Balade)
- La Bosse des maths (ludo-éducatif, différentes versions par niveau scolaire)
- Emmanuelle
- E.S.S.
- Legend of Djel
- Micro Brevet Algèbre, Géométrie, Français, Géographie & Histoire (ludo-éducatif)
- Objectif France, Objectif Monde 1 et Objectif Monde 2 (ludo-éducatif, géographie)
- Oliver et Compagnie
- Skidoo
- Les trois petits cochons s'amusent[24]

1990
- Les Castors Juniors dans la forêt (ludo-éducatif)
- Cougar Force
- Galactic Empire
- Geisha
- Horizon CE1 et Horizon CE2 (ludo-éducatif)[25]
- Intrigue à la Renaissance
- No Exit
- Paris Dakar 1990

1991
- Adi ver. 1 (ludo-éducatif)
- A.G.E.
- EcoQuest : Le Secret de la cité engloutie (traduction, distribution)
- E.S.S. Mega
- Fascination
- Gobliiins
- Once Upon a Time: Abracadabra
- Once Upon a Time: Baba Yaga
- Once Upon a Time: Little Red Riding Hood

1992
- Adibou (ludo-éducatif)
- Ballades au pays de Mère l'Oie (version CD, distribution)
- Bargon Attack
- EcoQuest 2 : SOS Forêt vierge (traduction, distribution)
- Gobliins 2: The Prince Buffoon
- Inca
- Ween: The Prophecy

1993
- Lost in time part I
- Lost in time Part II
- Adi ver. 2 (ludo-éducatif)
- Goblins 3
- Inca II: Wiracocha
- Lost in Time

1994
- Woodruff et le Schnibble d'Azimuth
- Playtoons 1 : Oncle Archibald
- Playtoons 2 : Spirou - Micmac à Champignac

1995
- Croustibat (jeu publicitaire pour Findus, basé sur le moteur de Gobliiins)[26]
- The Last Dynasty
- Playtoons 3 : Le Secret du château
- Playtoons 4 : Spirou - Le Prince Mandarine
- Playtoons 5 : La Pierre de Wakan

1996
- Adibou 2 (ludo-éducatif)
- Urban Runner

1997
- Adi ver. 4 (ludo-éducatif)

1999
- Adibou : Lecture & Calcul (ludo-éducatif, disque additionnel)
- Adibou : Je découvre la nature et les sciences (ludo-éducatif, disque additionnel)
- Adibou : Musique (ludo-éducatif, disque additionnel)

2000
- Adi ver. 5 (ludo-éducatif)
- Adiboud'chou à la campagne (ludo-éducatif)
- Adiboud'chou à la mer (ludo-éducatif)

2001
- Adibou 3 : Lecture-Calcul Maternelle GS & CP (ludo-éducatif)
- Adibou présente la Cuisine (ludo-éducatif)
- Adibou présente le Dessin (ludo-éducatif)
- Adibou présente la Magie (ludo-éducatif)
- Adibou et l'Ombre verte
- Adibou : Éveil musical - L'Orgue fantastique (ludo-éducatif)
- Adiboud'chou dans la jungle et la savane (ludo-éducatif)

2002
- Adibou : Initiation à l'anglais - Le Royaume Hocus Pocus (ludo-éducatif)
- Adibou : Sciences & Nature - L'Île volante (ludo-éducatif)
- Adiboud'chou sur la banquise (ludo-éducatif)
- Zibouille : Neunoeuf en cavale (ludo-éducatif)

2003
- Adibou et le Secret de Paziral[27]

2004
- Adibou et les Voleurs d'énergie
- Adiboud'chou au cirque (ludo-éducatif)

## Jeux édités par Mindscape sous label Coktel Vision
2005
- Dis-moi Adi CE1, CE2, CM1, CM2 & Anglais Primaire (ludo-éducatif)
- Adibou : Je lis, je calcule 4-5 ans & 5-6 ans (ludo-éducatif)
- Adibou : Aventure dans le corps humain (ludo-éducatif)
- Adiboud'chou au pays des bonbons (ludo-éducatif)
- Adiboud'chou fête son anniversaire (ludo-éducatif)

2006
- Adiboud'chou : Jardin des surprises (ludo-éducatif)
- Kookabonga

2007
- Adiboud'chou soigne les animaux (ludo-éducatif)

2008
- Adi : L’Entraîneur CE1-CE2, CM1-CM2, 6e-5e & Objectif Anglais (ludo-éducatif sur Nintendo DS)
- Adi : L’Entraîneur CE1, CE2, CM1, CM2 & Anglais Primaire (ludo-éducatif sur Windows et Mac OS)
- Adibou découvre la nature (ludo-éducatif)

2009
- Adibou découvre l'anglais (ludo-éducatif)